# Priangan (cheval)
Pour les articles homonymes, voir Priangan.
Le Priangan, est une race de poney originaire des zones montagneuses à l'Ouest de l'île de Java, en Indonésie. Plus grand que les autres poneys indonésiens, il semble provenir de croisements avec le cheval arabe pour la pratique des courses. De nos jours, il est monté ou bâté en fonction des besoins, notamment pour le tourisme en Indonésie.

## Histoire

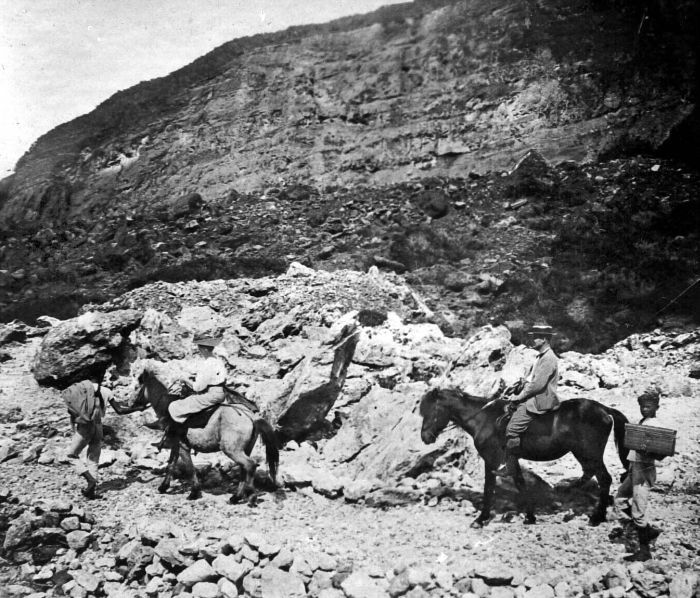
Expédition avec des poneys locaux dans le Java occidental, au mont Papandayan.

Il est connu sous plusieurs autres noms, tels que Periangan, Preanger, Periangan et Parahyangan. Il est réputé de meilleure qualité que les autres poneys présents sur l'île de Java. Le Priangan semble être le résultat du croisement entre le poney de Java et le cheval arabe. Les montagnards Priangan sont en effet réputés pour élever les plus grands chevaux de toute l'île de Java. Les premières sources à en faire état comme race séparée remontent au XIXe siècle. Il est possible que la race ait été sélectionnée au début du XVIIe siècle par le biais des courses de chevaux. Les sujets les plus grands font la fierté de l'aristocratie locale.
Dans les années 1920, les montagnards de la région de Priangan envoient jusqu'à 3 000 chevaux annuellement à la vente à Buitenzorg. Ces chevaux auraient mesuré jusqu'à 1,52 m au garrot, ce qui en faisait les plus grands de toute l'Asie du Sud-Est.

## Description
Il toise environ 1,24 m,, et présente une morphologie agréable. Toutes les couleurs de robe sont possibles. Le tempérament est à la fois vif et gentil.

## Utilisations
Il est monté, bâté, ou sert à la traction en fonction des besoins, entre autres pour le tourisme,. Il est également utilisé lors de courses de chevaux, traditionnelles sur l'île de Java. En Papouasie Nouvelle-Guinée, la race est employée en croisement avec le Corriedale pour donner le demi-sang des hautes-montagnes.

## Diffusion de l'élevage
Pour Bonnie Lou Hendricks (2007), la race est considérée comme commune. Elle n'est cependant pas répertoriée dans la base de données DAD-IS.